# Godsway Donyoh
Godsway Donyoh, född 14 oktober 1994 i Accra, är en ghanansk fotbollsspelare (anfallare) som spelar för Hapoel Hadera.

## Karriär
Godsway har tidigare spelat i Right to Dream Academy i Ghana, samma akademi som har fått fram Häckens gamle skyttekung Waris Majeed. Han gick därifrån till Manchester Citys ungdomsakademi, därifrån lånades han ut till Djurgårdens IF under 2013. Detta genom det samarbetet klubbarna har sedan tidigare. Det blev 20 matcher och två mål från en position på yttermittfältet för Donyoh i DIF.
I januari 2014 lånades Donyoh ut till Falkenbergs FF över säsongen 2014. Han gjorde sitt första mål för FFF den 12 maj 2014 mot sin före detta klubb Djurgårdens IF. Donyoh avgjorde matchen i den 90:e minuten med sitt mål som fastställde slutresultatet 1–0 till Falkenberg.
I januari 2016 värvades Donyoh av danska FC Nordsjælland. I januari 2020 lånades han ut till tyska Dynamo Dresden.
Den 26 september 2020 blev Donyoh klar för den israeliska klubben Maccabi Haifa. Den 24 juni 2022 värvades Donyoh av Nefttji Baku, där han skrev på ett tvåårskontrakt.
I januari 2023 värvades Donyoh av cypriotiska Apollon Limassol. I februari 2024 lånades han ut till israeliska Hapoel Hadera på ett låneavtal över resten av säsongen. I juli 2024 blev Donyoh klar för en permanent övergång till klubben.